# یان گود
یان گود (انگلیسی: Ian Gould؛ زادهٔ ۱۹ اوت ۱۹۵۷) بازیکن کریکت، و بازیکن فوتبال اهل نیوزیلند است.
از باشگاه‌هایی که در آن بازی کرده‌است می‌توان به باشگاه فوتبال آرسنال اشاره کرد.